# Singles de Destiny's Child
{(Esta Pàgina é um Anexo da pàgina Destiny's Child o grupo Pop)}
Este Anexo irà falar sobre a lista de singles do grupo de R&B Destiny's Child,
o seu primeiro single e videoclipe foi No, No, No parte I e o ultimo foi
Stand Up for Love.

## Integrantes
|  | Beyoncé (1997–2006)           |
|  | Kelly Rowland (1997–2006)     |
|  | LaTavia Roberson (1997–2000)  |
|  | LeToya Luckett (1997–2000)    |
|  | Michelle Williams (2000–2006) |
|  | Farrah Franklin (2000)        |

## Vocais
Os vocais principais pertencem a Beyoncé, a segunda voz fica com Kelly
que possível ouvir o vocais das duas em quase todas as músicas
- Beyoncé : Vocalista principal; Sua voz pode ser notada em quase todas as músicas
- Kelly : Vocalista principal; Sua voz pode ser notada em quase todas as músicas, possui uma canção solo "Bad Habit", no álbum Destiny Fulfilled.
- Michelle : Vocalista principal; Voz notavel em várias faixas, dentre elas: Suvivor, Bootylicious, Soldier, Lose My Breath, Cater 2 U, entre outras outras.
- LaTavia: Vocalista de  apoio; sua voz é notável em: I Can't Help Myself, Illusion, Sweet Sixteen, Birthday, Where'd You Go, Amazing Grace, Say My Name.
- LeToya: Vocalista de apoio; voz em: I Can't Help Myself, Sweet Sixteen, Temptation, With Me (Part I), Get On The Bus, Second Nature, Killing Time, Amazing Grace, Birthday, Tell Me, Say My Name.
- Farrah Franklin: Vocalista de apoio; Voz em: Dot, Independent Women Part I (Versão single), Jumpin', Jumpin' (Versão Single Remix) e Dance With Me.
- Solange: Especial de Solange na Coletânea, Mathew Knowles & Music World Present Vol.1: Love Destiny.

## Top Faixas
1. . No,No.no part I e II
2. . Independent Women part I e II
3. . With Me part I,II e III
4. . Lose My Breath e Lose My Breath Alternate
5. . 8 Days of Christmas e 8 Days of Christmas Alternate

## Videoclipes
| Nome Single                              | Lançamento | Albúm                     |
| ---------------------------------------- | ---------- | ------------------------- |
| No,No,No,No,No Part I                    | 1997       | Destiny's Child           |
| No,No,No,No,No Part II                   | 1997       | Destiny's Child           |
| With Me Part I                           | 1998       | Destiny's Child (álbum)   |
| Oh Yes                                   | 1998       | Destiny's Child (álbum)   |
| How Many No                              | 1998       | Destiny's Child (álbum)   |
| I Can't Help MySelf                      | 1998       | Destiny's Child           |
| Get on the Bus                           | 1998       | The Writing's on the Wall |
| Bills, Bills, Bills                      | 1999       | The Writing's on the Wall |
| Bug a Boo                                | 1999       | The Writing's on the Wall |
| Bug A Boo Refugee Camp Mix               | 1999       | The Writing's on the Wall |
| Say My Name                              | 2000       | The Writing's on the Wall |
| Jumpin', Jumpin'                         | 2000       | The Writing's on the Wall |
| Jumpin', Jumpin' Soo Def Remix Credits// | 2000       | This Is The Remix         |
| Independent Women Part I                 | 2000       | Survivor                  |
| Dot                                      | 2000       | This Is The Remix         |
| Lá Pie                                   | 2000       | This Is The Remix         |
| Survivor                                 | 2001       | Survivor                  |
| Emotion                                  | 2001       | Survivor                  |
| Bootylicious                             | 2001       | Survivor                  |
| Bootylicious The Remix                   | 2001       | Survivor                  |
| 8 Days of Christmas                      | 2002       | 8 Days of Christmas       |
| Nasty Girl                               | 2002       | Survivor                  |
| Rudolph the Red-Nosed Reindeer           | 2003       | 8 Days of Christmas       |
| Lose My Breath                           | 2004       | Destiny Fulfilled         |
| Lose My Breath Altenarte Video           | 2004       | Destiny Fulfilled         |
| Soldier (canção de Destiny's Child)      | 2004       | Destiny Fulfilled         |
| Basket Lakers                            | 2005       | Destiny Fulfilled         |
| Girl                                     | 2005       | Destiny Fulfilled         |
| Cater 2 U                                | 2005       | Destiny Fulfilled         |
| Stand Up for Love                        | 2005       | #1's                      |

## Lista de Singles
1. "Second Nature" (Kymberli Armstrong, Ronald Isley, Marvin Isley, Ernie Isley, O'Kelly Isley Jr., Chris Jasper, Terry T.) – 3:57
2. "No, No, No Part 2" (com Wyclef Jean)
(Barry White, Calvin Gaines, Mary Brown, Rob Fusari, Vincent Herbert) – 3:25
3. "With Me Part 1" (com Jermaine Dupri) (J. Dupri, Master P, Manuel Seal) – 3:29
4. "Tell Me" (Tim Kelley, Bob Robinson) – 4:03
5. "Bridges" (Mean Green, Michelle JoJo Hailey, D'Wayne Wiggins) – 4:19
6. "No, No, No Part 1" (C. Gaines, M. Brown, R. Fusari, V. Herbert) – 4:00
7. "With Me Part 2" (com Master P)
(J. Dupri, Beyoncé Knowles, LeToya Luckett, Master P, LaTavia Roberson, Kelly Rowland, M. Seal) – 3:42
8. "Show Me the Way" (Carl Breeding, Darcy Aldridge, Jeffrey Bowden) – 3:32
9. "Killing Time" (Taura Stinson, Dwayne Wiggins) – 4:05
10. "Illusion" (com Wyclef Jean & Pras) – 3:53
11. "Birthday" (B. Knowles, L. Roberson, K. Rowland, D. Wiggins) – 4:28
12. "Sail on" (Lionel Richie) – 4:30
13. "My Time Has Come" (Dedicado á Andretta Tillman) (Sylvia Bennett-Smith, R. Vertelney) – 4:39
14. "Know That" (R. Oden, A. Robinson) – 4:52
15. "You're the Only One" (Calvin Gaines, Mary Brown, Rob Fusari, Vincent Herbert) – 4:52
16. "No, No, No" (Camdino Soul Extended Remix)
(Calvin Gaines, Mary Brown, Rob Fusari, Vincent Herbert) – 4:02
17. "DubiLLusions" (I. Hayes, A. Ingram, L. John, S. Jolley, T. Swan) – 4:32
18. "Amazing Grace" (Faixa bônus no Japão) – 4:42
19. "Intro (The Writing's on the Wall)" – 3:27
(Beyoncé Knowles, LaTavia Roberson, Kelly Rowland, LeToya Luckett)

1. "So Good" – 3:57 (Thou Shalt Not Hate)
(Kevin "She'kspere" Briggs, Kandi Burruss, B. Knowles, L. Luckett, L. Roberson, K. Rowland)

1. "Bills, Bills, Bills" – 4:26 (Thou shalt Pay Bills)
(E. Phillips, Kandi, B. Knowles, L. Luckett, K. Rowland)

1. "Confessions" (com Missy Elliott) – 3:46 (Thou Shalt Confess)
(M. Elliott, D. Holmes, G. Thomas)

1. "Bug a Boo" – 4:07 (Thou Shalt not Bug)
(K. Briggs, Kandi, B. Knowles, L. Luckett, L. Roberson, K. Rowland)

1. "Temptation" – 4:33 (Thou Shalt Not Give Into Temptation)
(Dwayne Wiggins, C. Wheeler, A. Ray, B. Knowles, K. Rowland, L. Luckett, L. Roberson)

1. "Now That She's Gone" – 3:57 (Thou Shalt Not Think You Got It Like That)
(Chris Valentine D. Boynton, T. Geter, L. Simmons, A. Simmons)

1. "Where'd You Go" – 4:52 (Thou Shalt Not Leave Me Worrying)
(P. Status, C. Stokes, L. Roberson, L. Luckett, K. Rowland, B. Knowles)

1. "Hey Ladies"  – 4:01 (Thou Shalt Know When They Have to Go)
(K. Briggs, Kandi, B. Knowles, L. Luckett, L. Roberson, K. Rowland)

1. "If You Leave" (com Next) – 5:13 (Thou Shalt Move on to the Next)
(T. Turman, R. L. Hugger, C. Elliot, O. Hunter)

1. "Jumpin' Jumpin'" – 4:21 (Thou Shalt Get Your Party On)
(R. Moore, Chad Elliot, B. Knowles)

1. "Say My Name" – 3:57 (Thou Shalt Say My Name)
(Rodney Jerkins, Fred Jerkins III, LaShawn Daniels, B. Knowles, L. Luckett, K. Rowland, L. Roberson)

1. "She Can't Love You"  – 4:16 (Thou Shalt Know She Can't Love You)
(K. Briggs, Kandi, B. Knowles, L. Luckett, K. Rowland, L. Roberson)

1. "Stay" – 4:24 (If Thou Can Wait Thou Shalt Stay)
(Darryl Simmons)

1. "Sweet Sixteen"  – 3:00 (Thou Shalt Cherish Life)
(D. Wiggins, J. Watley, B. Knowles, K. Rowland)

1. "Outro" (Amazing Grace... Dedicated to Andretta Tillman) – 4:04

- Faixa bônus internacional

1. "Get on the Bus" (com Timbaland) – 4:44
(M. Elliott, Tim Mosley)
2. "Bills, Bills, Bills" (Digital Black-N-Groove Club Mix)
3. "Say My Name" (Timbaland remix)
(F. Jerkins III, T. Mosely, R. Jerkins, L. Luckett, L. Daniels, B. Knowles, L. Roberson, K. Rowland, S. Garrett)

Edição especial - faixa bônus
1. "Can't Help Myself"

Reedição com disco bônus
1. "Independent Women Part I"
2. "Independent Women Part II"
3. "8 Days of Christmas"
4. "No, No, No Part 2"

## Remixes
1. "No, No, No (Camdino Soul Extended Remix)" - 6:37
(Brown, M./Gaines, C./Herbert, V./Fusari, Rob)
2. "Bills, Bills, Bills (Maurice's Xclusive Dub Mix)" - 8:05
(Luckett, L./Knowles, B./Kandi/Rowland, K./Briggs, K.)
3. "Bug a Boo (Maurice's Xclusive Bug-A-Boo Club Mix)" - 7:01
(Luckett, L./Knowles, B./Roberson, L./Kandi/Rowland, K./Briggs, K.)
4. "Say My Name (Timbaland Main Remix)" com Timbaland & Static Major - 5:03
(Jerkins, F. III/Mosely, T./Jerkins, R./Luckett, L./Daniels, L./Knowles, B./Roberson, L./Rowland, K./Garrett, S.)
5. "Say My Name (Maurice's Old Skool Dub Mix)" - 7:05
(Jerkins, F.III/Jerkins, R./Luckett, L./Daniels, L./Knowles, B./Roberson, L./Rowland, K.)
6. "Jumpin' Jumpin' (So So Def Remix)" com Jermaine Dupri, Da Brat & Bow Wow - 3:48
(Brat, D./Dupri, J./Moore, R./Elliot, C./Knowles, B.)
7. "Jumpin', Jumpin' (Maurice's Radio Mix)" - 4:07
(Moore, R./Elliot, C./Knowles, B.)
8. "Have Your Way" - 4:01
(Daniels, L./Knowles, B./Jerkins, F.)
9. "8 Days of Christmas" - 3:32
(Knowles, B./McCalla, E.)
10. "Upside Down (Versão ao vivo)" - 4:13 
(Edwards, Bernard/Rodgers, Nile)
11. "Independent Women Part I" - 3:44
(B. Knowles, S. Barnes, C. Rooney, J. C. Olivier)
12. "Survivor" - 4:13
(B. Knowles, A. Dent, M. Knowles)
13. "Bootylicious" - 3:28
(B. Knowles, R. Fusari, F. Moore, S. Nicks)
14. "Nasty Girl" -  4:18
(B. Knowles, A. Dent, M. Bassi N. Hacket)
15. "Fancy" - 4:13
(B. Knowles, D. Wiggins, J. Rotem)
16. "Apple Pie à la Mode" -  2:59
(B. Knowles, R. Fusari, F. Moore)
17. "Sexy Daddy" -  4:07
(B. Knowles, D. Elliott)
18. "Independent Women Part II" -  3:46
(B. Knowles, R. Stewart, E. Seats, B. Knowles, F. Comstock, D. Donaldson)
19. "Happy Face" - 4:20
(R. Fusari, C. Gaines, B. Knowles, B. Lee, F. Moore)
20. "Emotion" - 3:56
(B. Gibb, R. Gibb)
21. "Brown Eyes" - 4:49
(W. Afanasieff, B. Knowles)
22. "Dangerously in Love" - 4:53
(B. Knowles, E, McCalla Jr.)
23. "The Story of Beauty" - 3:25
(B. Knowles, K. Fambro) 3:32
24. "Gospel Medley" (Dedicated to Andretta Tillman) (B. Knowles, K. Franklin, R. Smallwood)
  1. "You've Been So Good"
  2. "Now Behold the Lamb"
  3. "Jesus Loves Me"
  4. "Total Praise"
25. "Outro (DC-3) Thank You" - 4:03
(B. Knowles, K. Rowland, M. Williams, R. Fusari, B. Lee, C. Gaines)

- Faixa bônus

1. "Independent Women Part I" - 3:44
(B. Knowles, S. Barnes, C. Rooney, J. C. Olivier)
2. "Survivor" - 4:13
(B. Knowles, A. Dent, M. Knowles)
3. "Bootylicious" - 3:28
(B. Knowles, R. Fusari, F. Moore, S. Nicks)
4. "Nasty Girl" -  4:18
(B. Knowles, A. Dent, M. Bassi N. Hacket)
5. "Fancy" - 4:13
(B. Knowles, D. Wiggins, J. Rotem)
6. "Apple Pie à la Mode" -  2:59
(B. Knowles, R. Fusari, F. Moore)
7. "Sexy Daddy" -  4:07
(B. Knowles, D. Elliott)
8. "Perfect Man" - 03:42
(Beyoncé, Eric Seats, R. Stewart)
9. "Independent Women Part II" -  3:46
(B. Knowles, R. Stewart, E. Seats, B. Knowles, F. Comstock, D. Donaldson)
10. "Happy Face" - 4:20
(R. Fusari, C. Gaines, B. Knowles, B. Lee, F. Moore)
11. "Dance With Me" - 03:44
(Beyoncé, K. Karlin, Soulshock)
12. "My Heart Still Beats" - 04:08
(Beyoncé, Walter Afanasieff)
13. "Emotion" - 3:56
(B. Gibb, R. Gibb)
14. "Brown Eyes" - 4:49
(W. Afanasieff, B. Knowles)
15. "Dangerously in Love" - 4:53
(B. Knowles, E, McCalla Jr.)
16. "The Story of Beauty" - 3:25
(B. Knowles, K. Fambro) 3:32
17. "Gospel Medley" (Dedicated to Andretta Tillman) (B. Knowles, K. Franklin, R. Smallwood)</
  1. "You've Been So Good"
  2. "Now Behold the Lamb"
  3. "Jesus Loves Me"
  4. "Total Praise"
18. "Outro (DC-3) Thank You" - 4:03
(B. Knowles, K. Rowland, M. Williams, R. Fusari, B. Lee, C. Gaines)

- "8 Days of Christmas" - Ao vivo
- Behind The Scenes Holiday Visit at the Ronald McDonald House
- Coming Soon Live DVD Trailer
- All 12 songs in Enhanced PCM Stereo

1. "No, No, No Part 2" (Feat. Wyclef Jean) (Extended Version)
2. "Emotion" (Neptunes Remix)
3. "Bootylicious" (Rockwilder Remix)
4. "Say My Name" (Timbaland Remix)
5. "Bug A Boo" (Feat. Wyclef Jean) (Refugee Camp Remix)
6. "Dot" (E-Poppi mix)
7. "Survivor" (Feat. Da Brat) (Extended Version)
8. "Independent Women" (Part. 2)
9. "Nasty Girl" (Azza'a Nu Soul Mix)
10. "Jumpin', Jumpin'" (Feat. Jermaine Dupri, Da Brat & Lil Bow Wow) (Extended Version)
11. "Bills, Bills, Bills" (Maurice's Xclusive Livegig Mix)
12. "So Good" (Maurice's Soul Remix)

| Edição padrão |                                  | |         |  |
| N.º           | Título                           | Compositor(es)                                                                                        | Duração |  |
| 1.            | "Lose My Breath"                 | B. Knowles, K. Rowland, M. Williams, R. Jerkins, F. Jerkins, Sean Garrett, L. Daniels, S. Carter      | 4:02    |  |
| 2.            | "Soldier" (com T.I. & Lil Wayne) | B. Knowles, K. Rowland, M. Williams, R. Harrison, S. Garrett, D. Carter, C. Harris                    | 5:26    |  |
| 3.            | "Cater 2 U"                      | B. Knowles, K. Rowland, M. Williams, R. Jerkins, R. Rude, R. Waller                                   | 4:07    |  |
| 4.            | "T-Shirt"                        | B. Knowles, K. Rowland, M. Williams, A. Harris, V. Davis, S. Garrett, A. Beyincé                      | 4:40    |  |
| 5.            | "Is She the Reason"              | B. Knowles, K. Rowland, M. Williams, P. Douthit, S. Garrett, V. Castarphen, G. McFadden, J. Whitehead | 4:47    |  |
| 6.            | "Girl"                           | B. Knowles, K. Rowland, M. Williams, P. Douthit, S. Garrett, A. Beyonce, D. Davis, E. Robinson        | 3:44    |  |
| 7.            | "Bad Habit"                      | K. Rowland, B. Cox, K. Dean, S. Knowles                                                               | 3:55    |  |
| 8.            | "If"                             | B. Knowles, K. Rowland, M. Williams, D. Stinson, B. Drawers, L. Mizell, J. Carter, F. Mizell          | 4:16    |  |
| 9.            | "Free"                           | B. Knowles, K. Rowland, M. Williams, D. Stinson, B. Drawers, L. Mizell, J. Carter, F. Mizell          | 4:52    |  |
| 10.           | "Through With Love"              | B. Knowles, K. Rowland, M. Williams, M. Winans, S. Garrett                                            | 3:36    |  |
| 11.           | "Love"                           | B. Knowles, K. Rowland, M. Williams, E. Williams, A. Beyonce                                          |         |  |

| Faixa bônus internacional |             |                                                                                  |         |  |
| N.º                       | Título      | Compositor(es)                                                                   | Duração |  |
| 12.                       | "Game Over" | B. Knowles, K. Rowland, M. Williams, S. Garrett, M. Burton, P. Douthit, P. Terry | 4:03    |  |

| Faixa bônus japonesa |                  |                                                                                |         |  |
| N.º                  | Título           | Compositor(es)                                                                 | Duração |  |
| 13.                  | "Got's My Own"   | B. Knowles, K. Rowland, M. Williams, P. Allen, A. Beyonce, S. Garrett, J. Moss | 3:59    |  |
| 14.                  | "Why You Actin'" | B. Knowles, K. Rowland, M. Williams, J. Moss, P. Allen, M. Divine              | 4:28    |  |

Notas:
- "Is She the Reason" contém uma amostra da música de Melba Moore, "I Don't Know No One Else to Turn To ".
- "If" contém uma amostra da música de Natalie Cole, "Inseparable".

| Edição padrão |                                        |         |  |
| N.º           | Título                                 | Duração |  |
| 1.            | "Stand Up for Love"                    | 4:46    |  |
| 2.            | "Independent Women Part I"             | 3:41    |  |
| 3.            | "Survivor"                             | 4:14    |  |
| 4.            | "Soldier" (com T.I. e Lil Wayne)"      | 4:07    |  |
| 5.            | "Check on It" (Beyoncé com Slim Thug)" | 3:55    |  |
| 6.            | "Jumpin' Jumpin'"                      | 3:50    |  |
| 7.            | "Lose My Breath"                       | 4:01    |  |
| 8.            | "Say My Name"                          | 4:28    |  |
| 9.            | "Emotion"                              | 3:55    |  |
| 10.           | "Bug a Boo"                            | 3:31    |  |
| 11.           | "Bootylicious"                         | 3:27    |  |
| 12.           | "Bills, Bills, Bills"                  | 4:33    |  |
| 13.           | "Girl"                                 | 3:44    |  |
| 14.           | "No, No, No Part 2 (com Wyclef Jean)"  | 4:08    |  |
| 15.           | "Cater 2 U"                            | 3:41    |  |
| 16.           | "Feel the Same Way I Do"               | 4:18    |  |

## Faixas Bônus
| Versão internacional |              |         |  |
| N.º                  | Título       | Duração |  |
| 1.                   | "Brown Eyes" | 4:36    |  |

| Versão japonesa |              |         |  |
| N.º             | Título       | Duração |  |
| 1.              | "So Good"    | 4:46    |  |
| 2.              | "Nasty Girl" | 4:18    |  |

## DualDisc
| CD  |                                        |         |  |
| N.º | Título                                 | Duração |  |
| 1.  | "Stand Up for Love"                    | 4:46    |  |
| 2.  | "Independent Women Part I"             | 3:41    |  |
| 3.  | "Survivor"                             | 4:14    |  |
| 4.  | "Soldier" (com T.I. e Lil Wayne)"      | 4:07    |  |
| 5.  | "Check on It" (Beyoncé com Slim Thug)" | 3:55    |  |
| 6.  | "Jumpin' Jumpin'"                      | 3:50    |  |
| 7.  | "Lose My Breath"                       | 4:01    |  |
| 8.  | "Say My Name"                          | 4:28    |  |
| 9.  | "Emotion"                              | 3:55    |  |
| 10. | "Bug a Boo"                            | 3:31    |  |
| 11. | "Bootylicious"                         | 3:27    |  |
| 12. | "Bills, Bills, Bills"                  | 4:33    |  |
| 13. | "Girl"                                 | 3:44    |  |
| 14. | "No, No, No Part 2 (com Wyclef Jean)"  | 4:08    |  |
| 15. | "Cater 2 U"                            | 3:41    |  |
| 16. | "Feel the Same Way I Do"               | 4:18    |  |

| DVD |                                       |         |  |
| N.º | Título                                | Duração |  |
| 1.  | "Live At Wembley" (Trailer do DVD)    | 1:46    |  |
| 2.  | "No, No, No Part 2" (com Wyclef Jean) | 4:08    |  |
| 3.  | "Say My Name"                         | 4:28    |  |
| 4.  | "Survivor"                            | 4:14    |  |
| 5.  | "Bootylicious"                        | 3:27    |  |
| 6.  | "Independent Women Part I"            | 3:41    |  |
| 7.  | "Soldier" (com T.I. e Lil Wayne)      | 4:07    |  |
| 8.  | "Cater 2 U"                           | 3:41    |  |

## Versão daWal-Mart
| CD  |                                        |         |  |
| N.º | Título                                 | Duração |  |
| 1.  | "Stand Up for Love"                    | 4:46    |  |
| 2.  | "Independent Women Part I"             | 3:41    |  |
| 3.  | "Survivor"                             | 4:14    |  |
| 4.  | "Soldier" (com T.I. e Lil Wayne)"      | 4:07    |  |
| 5.  | "Check on It" (Beyoncé com Slim Thug)" | 3:55    |  |
| 6.  | "Jumpin' Jumpin'"                      | 3:50    |  |
| 7.  | "Lose My Breath"                       | 4:01    |  |
| 8.  | "Say My Name"                          | 4:28    |  |
| 9.  | "Emotion"                              | 3:55    |  |
| 10. | "Bug a Boo"                            | 3:31    |  |
| 11. | "Bootylicious"                         | 3:27    |  |
| 12. | "Bills, Bills, Bills"                  | 4:33    |  |
| 13. | "Girl"                                 | 3:44    |  |
| 14. | "No, No, No Part 2 (com Wyclef Jean)"  | 4:08    |  |
| 15. | "Cater 2 U"                            | 3:41    |  |
| 16. | "Feel the Same Way I Do"               | 4:18    |  |

| DVD |                                                                  |         |  |
| N.º | Título                                                           | Duração |  |
| 1.  | "Girl" (Ao vivo)                                                 | 3:44    |  |
| 2.  | "Cater 2 U" (Ao vivo)                                            | 3:41    |  |
| 3.  | "On The Road with Destiny's Child and The Ronald McDonald House" | 4:46    |  |
| 4.  | "Video Megamix" (com cenas de Lose My Breath)                    | 4:08    |  |
| 5.  | "Train on a Track"                                               | 4:28    |  |
| 6.  | "Do You Know"                                                    | 4:14    |  |
| 7.  | "Me, Myself and I"                                               | 3:27    |  |
| 8.  | "Live At Wembley" (Trailer do DVD)                               | 1:46    |  |

1. "My Man" (com Beyoncé) – 3:33
2. "2 Step" – 3:24
3. "Survivor" (Extended Remix com Da Brat) – 4:24
4. "What's It Gonna Be" (com Beyoncé) – 3:38
5. "Independent Women Part 2" – 3:46

1. Destiny's Child interview
2. "Lose My Breath" (videoclipe)
3. "Soldier" (videoclipe)
4. "Girl" (videoclipe)
5. "Independent Women (Part I)" (live in Rotterdam, 2002)
6. "Say My Name" (live in Rotterdam, 2002)
7. "Survivor" (live in Rotterdam, 2002)

- "Survivor" (Videoclipe)
- "Emotion" (Videoclipe)
- Kelly Rowland - "Can't Nobody" (Videoclipe)
- Michelle Williams - "Do You Know" (Videoclipe)
- Beyoncé - "Me, Myself and I" (Videoclipe)
- Video Megamix featuring "Lose My Breath"

1. "Crazy in Love" (Beyoncé com Jay-Z)
(Beyoncé, Shawn Carter, Rich Harrison, Eugene Record)
2. "Dilemma" (Kelly Rowland com Nelly)
(Cornell Haynes Jr., Patti LaBelle, Kelly Rowland, Jermaine Dupri)
3. "Lose My Breath" (Destiny's Child)
(Beyoncé, Kelly Rowland, Michelle Williams, Rodney Jerkins, LaShawn Daniels, Fred Jerkins III, Sean Garrett, Shawn Carter)
4. "Honesty" (Beyoncé)
(Billy Joel)
5. "I Decided" (Solange)
(Pharrell Williams, Solange)
6. "Déjà Vu" (Beyoncé com Jay-Z)
(Beyoncé, R. Jerkins, Delisha Thomas, Makeba, Keli Nicole Price, S. Carter)
7. "Itoldyaso" (Solange) (Solange, Shea Taylor)
8. "Like This" (Kelly Rowland com Eve)
(S. Garrett, Eve Jeffers, Jamal Jones, Kelly Rowland, Elvis Williams, Jason Perry)
9. "Independent Women Part I"
(Beyoncé, Sam Barnes, [Jean-Claude Olivier, Cory Rooney)
10. "We Break the Dawn (Remix)" (Michelle Williams com Flo Rida)
(Andrew Frampton, Michelle Williams, Solange, Tramar Dillard)
11. "Work (Freemasons Radio Edit)" (Kelly Rowland)  (Jason "Pooh Bear" Boyd, Scott Storch, Kelly Rowland)
12. "Hello Heartbreak" (Michelle Williams)  
(Rico Love, James Scheffer, Michelle Williams)
13. "Survivor" 
(Beyoncé, Anthony Dent, Mathew Knowles)
14. "Daylight" (Kelly Rowland com Travis McCoy do Gym Class Heroes)
(Harold Payne, Bobby Womack, additional rap lyrics by Travis McCoy)
15. "Say My Name" (Rodney Jerkins, Fred Jerkins III, LaShawn Daniels, Beyoncé, LeToya Luckett, Kelly Rowland, LaTavia Roberson)
16. "Irreplaceable" (Beyoncé)
(Beyoncé, Shaffer Smith, Mikkel S. Eriksen, Tor Erik Hermansen, Espen Lind, Amund Bjørklund)
17. "Check on It" (Beyoncé com Bun B e Slim Thug)
(Beyoncé Knowles, Kasseem Dean, Sean Garrett, Angela Beyincé, Stayve Thomas)
18. "Listen" (Beyoncé)
(Henry Krieger, Scott Cutler, Anne Preven, Beyoncé Knowles)
Bonus Tracks
19. "This My Song" (Lady Lux)
20. "Midnight Train" (Lyfe Jennings com Shōta Shimizu)
21. "Heard A Word" (Michelle Williams Álbum Solo)